# Emergency Heroes
Emergency Heroes ist ein actionlastiges Rennspiel für Nintendo Wii. Es erschien am 27. Mai 2008 in den Vereinigten Staaten. In Europa kam das Spiel am 13. Juni 2008 heraus.

## Spielprinzip
Das Spiel ist ein actionlastiges Rennspiel. Es wird mit der Wii-Bewegungssteuerung gesteuert. Man steuert im Spiel Zach Harper, der eine Reihe von Missionen im Spiel übernimmt. Man muss so schnell wie möglich zum Ziel fahren. Das Spiel bietet auch Nebenmissionen, die auf der Karte verstreut sind. Es gibt im Spiel verschiedene Arten von Missionen. Beispielsweise konzentrieren sich die Rescue Buggys darauf, Sprünge zu machen, während Polizeieinsätze Verfolgungsjagden sind. Es gibt 12 verschiedene Varianten von Rettungsfahrzeugen im Spiel. Das Spiel bietet auch einen Zwei-Spieler-Modus.

## Rezeption
Emergency Heroes erhielt überwiegend schlechte Kritiken. Laut Metacritic bekam das Spiel eine Punktzahl von 41/100. GameRankings gab dem Spiel 45 %. GameSpot gab dem Spiel eine Punktzahl von 2,5 von 10 Punkten und nannte das Spiel „schrecklich“. Sie kritisierten die Open-World, die ständig wiederholten Missionen und die belanglose Handlung. Außerdem sagten sie, dass weder der Einzelspielermodus noch der Mehrspielermodus gut sei. Eurogamer gab dem Spiel 5/10 und sagte, dass die Steuerung des Spiels nicht allzu schlecht sei. Kritisiert wurde aber die Grafik des Spiels.